# Reinhard Pollak
Reinhard Pollak (* 1973) ist ein deutscher Soziologe.

## Leben
Er studierte an der Universität Mannheim und an der Indiana University Bloomington Sozialwissenschaften. Er wurde 2009 an der Universität Mannheim in Soziologie promoviert. Von 2007 bis 2019 war er am Wissenschaftszentrum Berlin für Sozialforschung (WZB) beschäftigt. Von 2014 bis 2019 war er Professor für Soziologie mit dem Schwerpunkt Bildungssoziologie an der FU Berlin. Seit 2019 ist er Professor für Soziologie an der Universität Mannheim und Leiter der Abteilung Data and Research on Society bei GESIS.

## Schriften (Auswahl)
- mit David Reimer: Impact of social origin on the transition to tertiary education in West Germany 1983 and 1999. Mannheim 2005.
- Chancengleichheit durch Bildung? Eine ländervergleichende Studie zum Einfluss der Bildung auf soziale Mobilität im Europa des 20. Jahrhunderts. 2009, OCLC 670255906.
- Kaum Bewegung, viel Ungleichheit. Eine Studie zu sozialem Auf- und Abstieg in Deutschland. Berlin 2010, ISBN 978-3-86928-041-7.
- mit Walter Müller: Education as an equalizing force. How have declining educational inequality and educational expansion contributed to more social fluidity in Germany?. Mannheim 2018.